# Anne Vallaeys
Anne Vallaeys est une journaliste et écrivaine d’origine belge née à Yangambi, alors au Congo belge, en 1951.

## Œuvres
- Les Barcelonnettes, tome 1, Les Jardins de l’Alaméda, avec Alain Dugrand, Paris, Éditions JC Lattès, 1983, 432 p. (BNF 34716542) - rééd. Fayard, 2003
- Les Barcelonnettes, tome 2, Terres Chaudes , avec Alain Dugrand, Paris, Éditions JC Lattès, 1985, 361 p. (BNF 34781289) - rééd. Fayard, 2003
- Les Barcelonnettes, tome 3, La Soldadera , avec Alain Dugrand, Paris, Éditions JC Lattès, 1987, 308 p. (BNF 34910127) - rééd. Fayard, 2003
- Agua Verde, Paris, Payot, 1989, 264 p.  (ISBN 2-228-88178-3)
- Coup de bambou, Paris, Payot, 1991, 225 p.  (ISBN 2-228-88298-4)
- Sale temps pour les saisons , Paris, Éditions Hoëbeke, 1993, 293 p.  (ISBN 2-905292-57-1)
- La Bonne Chère, avec Paul Bocuse, Paris, Flammarion, 1995, 197 p.  (ISBN 2-08-067172-3)
- La Mémoire du papillon, Paris, Flammarion, coll. « Gulliver », 1997, 213 p.  (ISBN 2-08-067278-9)
- Rue de la République, avec Alain Dugrand, Paris, Grasset, 1999, 343 p.  (ISBN 2-246-54471-8)
- Fontainebleau, la forêt des passions, Paris, Éditions Stock, 2000, 325 p.  (ISBN 2-234-05221-1)
- Les Filles. Chronique d'une année de première, Paris, Fayard, 2002, 224 p.  (ISBN 2-213-61162-9)
- Médecins sans frontières. La Biographie, Paris, Fayard, 2004, 764 p.  (ISBN 2-213-61676-0)

- prix Joseph-Kessel 2005
- Indépendance Tcha-Tcha, Paris, Fayard, 2007, 290 p.  (ISBN 978-2-213-62449-5)[1]
- Dieulefit ou Le Miracle du silence, Paris, Fayard, 2008, 247 p.  (ISBN 978-2-213-63406-7)[2]

- mention spéciale du prix littéraire de la Résistance 2008
- Edward dans sa jungle, Paris, Fayard, 2010, 328 p.  (ISBN 978-2-213-64312-0)
- Le loup est revenu, Paris, Fayard, 2013, 300 p.  (ISBN 978-2-213-66870-3)[3]
- Hautes solitudes. Sur les traces des transhumants, éditions de la Table Ronde, 2017, 256 p.  (ISBN 978-2-710-37731-3)

## Documentaire
- Patrick Benquet et Anne Vallaeys, L’Aventure MSF, 2006 - prix du Festival international du film d'histoire de Pessac 2007